# Bob Steckle
Robert John „Bob” Steckle (ur. 21 sierpnia 1930 w Kitchener, zm. 25 września 2022 tamże) – kanadyjski zapaśnik walczący w stylu wolnym. Trzykrotny olimpijczyk. Zajął jedenaste miejsce w Helsinkach 1952; czwarte i jedenaste w Melbourne 1956 i trzynaste w Rzymie 1960. Walczył w wadze półciężkiej.
Srebrny medalista igrzysk Imperium Brytyjskiego i Wspólnoty Brytyjskiej w 1954 i brązowy w 1958. Wicemistrz igrzysk panamerykańskich w 1963 roku.
Chorąży reprezentacji na ceremonii otwarcia w 1956 roku. 

## Letnie Igrzyska Olimpijskie 1952
| Konkurencja      | Rundy eliminacyjne   | Rundy eliminacyjne | Klas. końcowa |
| Konkurencja      | Przeciwnik I         | Przeciwnik II      | Miejsce       |
| ---------------- | -------------------- | ------------------ | ------------- |
| 87 kg styl wolny | Willy Lardon (SUI) P | Jan Theron (ZPA) P | 11.           |

## Letnie Igrzyska Olimpijskie 1956
| Konkurencja          | Rundy eliminacyjne   | Rundy eliminacyjne        | Rundy eliminacyjne | Rundy eliminacyjne    | Klas. końcowa |
| Konkurencja          | Przeciwnik I         | Przeciwnik II             | Przeciwnik III     | Przeciwnik IV         | Miejsce       |
| -------------------- | -------------------- | ------------------------- | ------------------ | --------------------- | ------------- |
| 87 kg styl klasyczny | Victor Mucha (AUS) Z | Karl-Erik Nilsson (SWE) P | Adil Atan (TUR) Z  | Petko Sirakow (BGR) P | 4.            |

| Konkurencja      | Rundy eliminacyjne  | Rundy eliminacyjne         | Klas. końcowa |
| Konkurencja      | Przeciwnik I        | Przeciwnik II              | Miejsce       |
| ---------------- | ------------------- | -------------------------- | ------------- |
| 87 kg styl wolny | Kevin Coote (AUS) P | Gholam Reza Tachti (IRI) P | 11.           |

## Letnie Igrzyska Olimpijskie 1960
| Konkurencja      | Rundy eliminacyjne    | Rundy eliminacyjne | Klas. końcowa |
| Konkurencja      | Przeciwnik I          | Przeciwnik II      | Miejsce       |
| ---------------- | --------------------- | ------------------ | ------------- |
| 87 kg styl wolny | György Gurics (HUN) P | İsmet Atlı (TUR) P | 13.           |